# Hardtechno
Genres associés
Schranz
La hard techno, aussi stylisée hardtechno — également appelée hardtekno —, est un genre de musique électronique, se situant entre la techno, la new beat et la techno hardcore. La hard techno est l'un des styles musicaux les plus joués et dansés en free party. Des événements musicaux comme Syndicate en présente même des sessions musicales.

## Caractéristiques
Les productions se situent principalement entre la tribe et la techno hardcore et sont caractérisées par un tempo rapide, généralement compris entre 160 et 220 BPM. Le kick – correspondant à peu près à un coup de kick – est omniprésent et marque en général chaque temps. Le tout parfois agrémenté d'échantillons sonores de morceaux vocaux traitant des sujets de l'actualité politique et sociale. La partie instrumentale est souvent gérée par des synthétiseurs ou des échantillons sonores. SveTec, HardTraX, notamment, sont des artistes réputés du genre.

## Histoire
C'est en France, puis en Italie et en République tchèque, que les productions ont été les plus nombreuses[réf. nécessaire]. Parmi les plus gros producteurs, beaucoup sont issus de sound systems anglais et français tels que Spiral Tribe, LSDF, Troubles Fête ou Heretik System. Boudée par la plupart des activistes des débuts du mouvement des free parties au début des années 2000, la hardtechno ne définit pas un genre de musique électronique mais regroupe plutôt un grand nombre de productions difficilement définissables du fait du mélange des genres qu'elles contiennent, entre la hardtechno du début des années 1990, la musique tribe des free parties, la schranz et la techno hardcore[réf. nécessaire].